# Queratomicose
Queratomicose (do grego, Kerato, córnea, myco, fungo, -sis, inflamação) ou queratite fúngica é uma infecção da córnea (queratite) causada pela penetração através de uma ferida no olho de algumas espécies de Fusarium, Aspergillus ou Candida. Essas espécie são encontradas no meio ambiente e também causam doenças em plantas. 

## Causas
Podem ser causadas por Fusarium (37%), Aspergillus (30%), Curvularia(22%), Candida ou Lasiodiplodia. Os fungos penetram a córnea apenas se houver algum defeito no epitélio superficial. A lesão pode ser resultado de trauma como o uso de lentes de contato, coçar para tirar um material estranho ou uma cirurgia de córnea. Os organismos podem penetrar uma membrana de Descemet intacta e entrar na câmara anterior e posterior do olho. As micotoxinas e enzimas proteolíticas podem aumentar o dano tecidual.

## Sinais e sintomas
Formam colônias brancas, com aparência de algodão, na córnea, e deixam a esclerótica vermelha, irritada e coçando. Podem deixar a visão embaçada e causar sensibilidade a luz, lágrimas e dor. Podem complicar com esclerite, endoftalmite e panoftalmite. Se não tratada adequadamente podem causar cegueira permanente.

## Tratamento
Pode ser tratado com colírios polienos como natamicina, nistatina e anfotericina B tanto em infecções pelas formas filamentosos como por leveduras. Devem ser pingados a cada hora inicialmente e podem demorar meses. Para queratite profunda, deve-se usar um azol como Fluconazol e cetoconazol. Por via oral eles são bem absorvidos e alcançam bons níveis terapêuticos na câmara anterior e posterior do olho. Em alguns casos é necessário cirurgia para remover a córnea e transplantar outra. Se não houver resposta ao tratamento pode ser necessário remover todo o olho para evitar que a infecção se expanda a outros tecidos.